# Robert Saundby
Robert Henry Magnus Spencer Saundby (Birmingham, 28 aprile 1886 – Hamstead Marshall, 26 settembre 1971) è stato un generale e aviatore inglese, asso dell'aviazione nel corso della prima guerra mondiale. Dopo essersi distinto nell'ambito dell'aviazione coloniale, in Iraq, Aden ed Egitto, nel 1939 entrò nel Bomber Command di cui divenne vicecomandante nel 1943. Sotto Arthur Harris fu sostenitore della strategia di attaccare le industrie militari tedesche e il morale della popolazione bombardando le aree industriali e le città tedesche, selezionando 94 città tedesche che considerava "ideali" per il bombardamento a tappeto.

## Biografia
Nacque all'83A di Edmund Street, Birmingham, il 26 aprile 1896, figlio del professor Robert (Royal College of Physicians|FRCP) e di Edith Mary Spencer.
Studente presso la King Edward VI School, lasciò la scuola nel 1913 ed entrò nel dipartimento del traffico della London and North Western Railway. Dopo lo scoppio della prima guerra mondiale prestò servizio nel British Army, in quanto in forza dal 15 giugno 1914 al Royal Warwickshire Regiment, della Territorial Force.
Un attacco di meningite cerebrospinale nel febbraio 1915, lo tenne lontano dali combattimenti per otto mesi. Fu solo l'11 ottobre che fu dichiarato idoneo al servizio e il 23 ottobre fece domanda per entrare nel Royal Flying Corps entrandovi nel gennaio 1916. Iniziò la carriera aeronautica a Thetford, nel Norfolk, assegnato al No.12 Reserve Squadron dal 28 febbraio 1916. Volò per la prima volta da solo poco più di un mese dopo, il 31 marzo, e acquisì ulteriore esperienza volando con lo squadron a Dover. Frequentò la Central Flying School (CFS) a Upavon, e poi fu assegnato al No.40 Squadron a Gosport. Divenuto pilota militare fu assegnato al No.24 Squadron RFC, al comando del maggiore Lanoe Hawker, dotato dei caccia Airco DH.2. Schierato sul fronte occidentale colse i suoi primi successi a partire dal 31 luglio 1916; quel giorno abbatte un Fokker Eindecker a est di Roisel, rimanendo leggermente ferito nel combattimento.
Il 17 novembre 1916 suo fratello, il sottotenente William Spencer Fitz-Robert Saundby, appartenente al Royal Flying Corp, cadde in combattimento all'età di 19 anni, ed e ricordato presso l'Arras Flying Services Memorial.
Il 26 gennaio 1917 fu trasferito al No.41 RFC Squadron, e il 4 marzo, mentre volava su un Royal Aircraft Factory F.E.8 (matricola 6431), condivise una vittoria su un Siemens-Schuckert D.I.
In seguito a questa vittoria, si trasferì alla Home Defense in Gran Bretagna, ed all'epoca aveva abbattuto 4 aerei sul fronte occidentale.
Il 13 aprile 1917 si trovava alla stazione sperimentale dello RFC di Orford Ness, in Inghilterra. Il 17 giugno 1917 era al comando di uno dei tre aerei, uno del No.37 Squadron RFC e altri due della Stazione Sperimentale che intercettarono lo Zeppelin L48 (denominazione della Kaiserliche Marine LZ 95) dopo che si era perso nel tentativo di bombardare Londra. Come risultato dei loro attacchi, lo L48 si schiantò vicino a Theberton. Questa vittoria fu condivisa tra i tre equipaggi degli aerei. Divenuto asso dell'aviazione fu decorato con la Military Cross.
Uno degli unici due tedeschi sopravvissuti all'abbattimento del dirigibile, Otto Mieth, morì a Iringa, Territorio del Tanganica nel 1956. Viveva lì dal 1928 e aveva una propria impresa di costruzioni. Nel 1919 entrò in servizio permanente effettivo nella Royal Air Force (RAF), frequentando poi il corso di pilota di idrovolante a Lee-on-Solent, studiò alla RAF and Naval Cooperation School a Calshot e fu decorato con l'Air Force Cross.
Tra il 1919 e il 1925 la sua carriera militare proseguì lentamente tra i ranghi della neonata RAF, acquisendo esperienza di comando. Tra il 1922 e il 1925 prestò servizio come comandante di volo del No.45 RAF Squadron di stanza alla base aerea di Almaza, a Il Cairo.
Volò sugli aerei da trasporto Vickers Vernon, come copilota per l'allora comandante dello squadron Arthur Harris, quando quest'ultimo sviluppò in loco la capacità di trasformare l'aereo in un bombardiere. Nell'aprile 1922 andò in volo per la prima volta a Baghdad, e nei mesi di febbraio, marzo, novembre e dicembre 1923 partecipò a missioni di bombardamento nell'ambito di una politica nota come "polizia aerea". Operò successiva come istruttore in Egitto, presso la Scuola di addestramento al volo n. 4 di Abu Suweir. Vi rimase solo due mesi e poi fu trasferito al comando delle operazioni di volo ad Aden. Il 15 ottobre 1926 fu trasferito in qualità di comandante delle operazioni di volo al No.58 RAF Squadron, reparto che utilizzava aerei Vickers Virginia e Vickers Victoria operando dalla base RAF Worthy Down. Il suo comandante di squadron era il Wing Commander Arthur Harris, che utilizzò il reparto per sviluppare tecniche di bombardamento notturno come la marcatura dei bersagli, volando su aerei alla velocità di 70 mph.
Nel 1927-1928 frequentò il RAF Staff College di Andover prima di essere assegnato allo staff dell'area dei bombardamenti del Wessex. In questo periodo aveva accumulato oltre 2.000 ore di volo. Promosso al grado di comandante di stormo, frequentò l'Imperial Defense College nel 1933. Lavorò anche per due anni presso il RAF Staff College di Andover come istruttore.
Nel 1937 venne nominato vicedirettore delle operazioni, poi vicedirettore e successivamente direttore dei requisiti operativi e vice capo di stato maggiore (requisiti operativi e tattiche).  Ricoprì questi incarichi tra il 1938 e il 1940, venendo promosso in questo periodo vice maresciallo dell'aria. Nel 1940 divenne Senior Air Staff Officer (SASO) presso il quartier generale del Bomber Command, servendo dapprima sotto il maresciallo dell'aria Richard Peirse e poi sotto il suo successore Arthur Harris dal febbraio 1942.
Nel febbraio 1943 fu nominato vice comandante del Bomber Command, divenendo un sostenitore della strategia di attaccare le industrie militari tedesche e il morale della popolazione bombardando le aree industriali e le città tedesche. Ricoprì un ruolo chiave nel Bomber Command per tutto il resto della guerra, e per conto di Harris selezionò 94 città tedesche che erano "ideali" per il bombardamento a tappeto e diede a ciascuna di esse nomi in codice noti come "codice del pescatore"; per esempio Norimberga aveva il nome in codice Grayling e Berlino di Whitebait. Lasciò il servizio attivo nella RAF il 22 marzo 1946, per ragioni mediche dovute a un incidente aereo avvenuto 30 anni (artrosi della colonna lombare e dell'anca).
Mentre era in pensione dedicò gran parte del suo tempo alla Council of Territorial and Auxiliary Forces Association, in cui ricoprì il ruolo di vicepresidente, e per il quale fu nominato Cavaliere Commendatore dell'Ordine del Bagno.
Fu presidente del consiglio della Royal Air Forces Association (nonché vicepresidente a vita dell'associazione), presidente della Royal British Legion (area metropolitana) e nel 1960 fu nominato vice tenente per il Berkshire. La pesca a mosca era la sua grande passione ed egli divenne anche il presidente della Piscatorial Society, curandone la centenaria pubblicazione The Book of the Piscatorial Society 1836-1936.
Appassionato lepidotterista era membro della Royal Entomological Society. Ritiratosi in pensione alla Oxleas House di Burghclere, mise trappole luminose nel suo giardino e nei i boschi del West Berkshire, registrando 44 specie di farfalle e 501 di falene più grandi.
La sua collezione fu descritta come "un modello di buona sistemazione e documentazione" e fu presentata al Museo di Storia Naturale di Londra.
Si spense il 26 settembre 1971 alla Edgecombe Nursing Home, ad Hamstead Marshall nel Berkshire. Le sue ceneri furono sparse lungo il fiume Avon a Netheravon. Sposato dal 10 gennaio 1931 con Joyce Mary Rees-Webbe, la coppia ebbe un figlio e due figlie.

## Pubblicazioni
- Flying Colours, Aeroplane" & General Publishing Company, 1919.
- Air Bombardment, The Story of its Development, How the Bomber and the Missile Brought the Third Dimension to Warfare, Harper & Brothers Publishers, 1961.
- Early British Steam 1825–1925: The First 100 Years, Grange Books, 1989.

### Annotazioni
1. ↑  L'altro Squadron di stanza sulla base era il No.7 RAF Squadron allora al comando di Charles Portal.

### Fonti
1. 1 2  Rafweb.
2. 1 2 3 4 5 6 7 8 9 10 11 12 13 14 15  Oxford Dictionary of National Biography.
3. 1 2 3 4  Shores, Franks, Guest 1990, p. 330.
4. 1 2 3 4 5 6 7 8 9 10  Salmon, Marren, Harley 2000, p. 223.
5. ↑  Guttman, Denmpsey 2009, p. 39.
6. 1 2 3 4 5 6 7 8 9  The Aerodrome.
7. ↑  The Aerodrome.
8. ↑  Commonwealth war graves commission.
9. ↑  Guttman, Denmpsey 2009, p. 64.
10. ↑  Guttman, Denmpsey 2009, pp. 83-84.
11. ↑  The Times No. 53528. 11 May 1956. p.13.
12. ↑  Johnson, Cozens 1984, p. 38.
13. ↑  BBC News.
14. 1 2  .Air Marshal Sir Robert Saundby in The Times No.58283. 27 September 1971. p.18.
15. ↑  Middlebrook, Everitt 2014, p. 107.
16. 1 2  Salmon, Marren, Harley 2000, p. 224.